# Alíki Orologá
Alíki Orologá (?-23 de junio de 2008) fue una coleccionista de arte y filántropo griega.

## Biografía
Nació en Salónica y era hija de Naoum y Lucia Orologá, refugiados griegos de Estambul y Monastir, respectivamente. A pesar de su deseo de estudiar arquitectura de interiores, acabó estudiando medicina sin terminarla.
En 1953 se casó con Néstoras Teloğlu, empresario y coleccionista de arte de Esmirna, con quien dedicó su vida a coleccionar arte con el objetivo último de crear la Fundación Teloglio para las Artes, mediante la donación de todos sus bienes a la Universidad Aristóteles de Salónica, un museo y espacio de arte. Oficialmente, la fundación del museo tuvo lugar en 1972, unos meses antes de la muerte de su marido, y en 1999 tuvo lugar la inauguración oficial de los locales del museo, situados en una zona vecina del campus de la Universidad Aristóteles de Salónica y cedidos por el Ayuntamiento de Salónica.
Falleció el 23 de junio de 2008 en Salónica.
Su hermana es Lilika Zerva-Orologa, filóloga y madre del alcalde de Salónica para el periodo 2019-2023, Konstantinos Zervas. El apartamento en el que vivió tras su matrimonio con Néstor Teloglou en el edificio Olympion se convirtió en una casa-museo.